# Coptocephala cyanea
Coptocephala cyanea là một loài bọ cánh cứng trong họ Chrysomelidae. Loài này được Tan miêu tả khoa học năm 1992.